# 埃庫尼亞
埃庫尼亞（葡萄牙語：Ecunha），是個位於安哥拉中部的城鎮，由萬博省負責管轄，北鄰隆杜因巴利，面積1,677平方公里，2006年該城鎮人口91,815，人口密度每平方公里55人。